# Крестовоздвиженский собор (Калининград)
Крестовоздвиженский собор (ранее — Кирха креста, Кройцкирха нем. Kreuzkirche) — православный храм в Калининграде в здании бывшего лютеранско-евангелического храма. Располагается на Октябрьском острове, улица Генерала Павлова, дом 2.

## История
В начале XX века началась застройка жилыми зданиями восточной части острова Ломзе (ныне остров Октябрьский). Так как новый район располагался довольно далеко от всех существовавших на тот момент церквей, встал вопрос о строительстве собственной церкви. Участок земли под будущий храм был приобретён альтштадтской приходской общиной в 1913 году, однако строительство не успело начаться, так как течение мирной жизни прервала Первая мировая война.
После войны приходская община вернулась к идее строительства храма. В 1925 году был составлен проект, но он был признан неудачным. Составление нового проекта было заказано известному берлинскому архитектору Артуру Киктону, который до этого уже прославился восстановлением разрушенных землетрясением храмов Иерусалима. Составленный Киктоном проект включал в себя не только собственно церковное здание, но также и дом священника и дом общины.
Закладка первого камня будущего храма состоялась 15 июня 1930 года. Строительство велось на средства Альштадской церковной общины, объединением евангелических общин Кёнигсберга и прусским правительством.
Освящение церкви состоялось 7 мая 1933 года.
В ходе Второй мировой войны Кройцкирха пострадала не очень сильно, хотя сгорел купол южной башни. После войны новые власти стали использовать здание в народохозяйственных целях. В разное время здесь размещались автомастерская и опытная фабрика экспериментальных орудий лова (рыбы). Здание подвергалось неграмотным перестройкам и реконструкциям. Внутри были устроены бетонные перекрытия. В результате не рассчитанный на такие нагрузки фундамент не выдержал. Усилились просадки, в стенах появились трещины. К началу восьмидесятых годов здание было заброшено.
В июне 1986 года (по другим данным — в сентябре 1989 года) здание бывшей Кройцкирхи было передано православной общине. В 1991 году зарегистрирован Кресто-Воздвиженский приход Смоленско-Калининградской епархии РПЦ. Под руководством первого настоятеля Крестовоздвиженского собора протоиерея Петра Бербеничука († 2008) и игумена Аркадия (Недосекова) († 2018), в содружестве с архитектором мастерской центра НТТМ «Синтез» Юрием И.Забугой в 1991—1994 годах здание было восстановлено. Верхний, главный, храм Собора был освящен митрополитом Смоленским и Калининградским Кириллом в честь Воздвижения Честнаго и Животворящего Креста Господня в 1994 году, а год спустя был освящен нижний придел — во имя св. благоверного князя Александра Невского.
В январе 2000 году митрополит Смоленский и Калининградский Кирилл освятил расположенный в главном приделе собора уникальный янтарный иконостас.
Крестовоздвиженский Собор официально являлся кафедральным собором Калининградской епархии РПЦ, вплоть до освящения Храма Христа Спасителя в Калининграде в 2006 году.
С 2006 года настоятелем является протоиерей Сергий Коротких, руководитель епархиального Отдела религиозного образования и катехизации Калининградской епархии РПЦ. В храме также служат: протоиерей Виктор Колисниченко, иерей Александр Камбалин.

## Архитектура
В плане здание храма имеет форму греческого (равноконечного) креста. Здание было трёхнефным. Над западным фасадом возвышаются две равновысокие башни, завершающимися куполами. Башни соединены крытой галереей. Прежде (в немецкие времена) под галереей располагались часы.
Основная архитектурная деталь западного фасада — огромная ниша-портал, поверхность которой украшена панно кадинской майолики с большим крестом. На пересечении перекладин креста была написана фраза «Слово о кресте являет могущество Господа». С восточной стороны к церковному зданию примыкал дом священнослужителя. Для облицовки здания был использован кадинский клинкер — декоративный кирпич.
Одним из элементов внешнего оформления Собора была скульптура пеликана, аллегорически символизировавшая христианскую жертвенность, работы скульптора-анималиста Артура Штайнера. На сегодняшний день скульптура не сохранилась.
Архитектурный стиль здания в целом можно отнести к позднему модерну, с элементами готики и неоклассицизма.

## Внутреннее убранство
Интерьер храма был оформлен в основном берлинским художником Эрхстом Фейем. Витражи храма были созданы по эскизам кёнигсбергского художника Герхарда Айзенблеттера. Другой кёнигсбергский художник Якоб оформил купель для крещения, кубок для причастия и алтарный светильник. Над боковыми нефами церкви располагались балконы. Довоенное убранство храма не сохранилось.
После передачи здания православной общине внутреннее убранство было восстановлено в соответствии с православными канонами. Главная достопримечательность нынешнего храма — уникальный янтарный иконостас.

## Хор
С 1989 года в соборе действует собственный хор, участвующий в богослужениях по субботам, воскресеньям и православным праздникам. Также хор участвует в различных православных фестивалях в России и за рубежом. В 2004—2006 годах хором были записаны пять CD-дисков, один из которых посвящён «Литургии св. Иоанна Златоуста» Константина Шведова.
Руководитель хора — Евгения Синиченкова (с 1991 года).